# Alessandro Parisi
Pour les articles homonymes, voir Parisi.
Alessandro Parisi (né le 15 avril 1977 à Palerme, en Sicile) est un footballeur international Italien, évoluant au poste de défenseur.

## Biographie
Alessandro Parisi fait ses débuts dans le club de sa ville, l'US Palerme, qui évolue alors en Serie B. Il fait ses premiers pas en tant que professionnel à 18 ans lors de la saison 1995-96 où il participe à un match. La saison suivante, le club le prête à l'AS Trapani, où toutefois il joue peu : 12 matchs pour 1 but marqué. Le club, 16e, perd ses play-out contre la Fermana Calcio (0-0, 1-1) et est relégué en Serie C2. Il retourne à l'US Palerme dès la saison suivante, en Serie C1 cette fois, le club venant tout juste d'être relégué. Parisi joue 10 matchs d'une saison catastrophique où le club, 14e, sera relégué au terme des play-out (défaite contre la Battipagliese (0-1, 0-0), avant d'être repêché grâce à la banqueroute du club d'Ischia.
Il signe pour la saison 1998-99 à la Reggiana AC en Serie B : Parisi joue 18 matchs sans marquer. Le club, 17e, est relégué au terme de la saison. Il reste néanmoins au club la saison suivante, en Serie C1 où il gagne ses galons de titulaire : il jouera 29 matchs pour 3 buts. Le club terminera 13e.
À partir de la saison 2000-01, il repart de la Serie C2 en signant à l'US Triestina  d'Ezio Rossi : là, il est un titulaire indiscutable. Lors de sa première saison, il joue 27 matchs pour 3 buts, le club termine 5e et se qualifie de justesse au play-off. Le club bat en finale le Calcio Mestre (2-0, 2-0) et obtient la montée en Serie C1. La saison suivante, 2001-02, est encore plus réussie pour Parisi qui marque 6 buts en 30 matchs et démontre déjà toutes ses qualités sur les coups de pied arrêtés. C'est encore une fois au forceps que le club réussit à rejoindre les play-off (5e). Et cette fois encore, le club ira au bout en sortant en finale la Lucchese (2-0, 3-3), après un match retour de folie. Le club retrouve la Serie B 11 ans après l'avoir quitté.
La saison 2002-03 débute de la meilleure des façons pour le club promu qui fait la course en tête pendant de nombreuses journées. Toutefois le rendement lors de la phase retour sera plus irrégulier. Le club terminera finalement 5e à 3 points de l'élite, ratant de peu l'exploit de réaliser trois montées consécutives. Parisi aura joué 32 matchs pour 4 buts. Cette montée manquée marque la fin d'un cycle pour Parisi qui signe alors à l'ACR Messine toujours en Serie B. La saison 2003-04 sera la saison de la maturité pour Parisi qui va marquer pas moins de 14 buts en 41 matchs, se montrant comme le tireur de coups francs le plus redoutable de la division. Au terme de sa meilleure saison, Parisi peut fêter avec ses coéquipiers et les supporters le retour du club en Serie A après 40 ans d'absence grâce à leur 3e place. 
Parisi commence à être l'objet de beaucoup de rumeurs de transferts, mais il décide de rester sur l'île afin de savourer sa première expérience dans l'élite. Parisi et le club font un excellent début de saison qui culmine pour lui avec sa première sélection internationale sous les ordres de Marcello Lippi pour le match amical face à la Finlande (1-0) disputé justement à Messine en novembre 2004. C'est sa seule et unique sélection sous le maillot national. Il jouera durant cette saison 27 matchs pour 6 buts et le club sera un surprenant 7e. 
Sa troisième saison sous le maillot de l'ACR Messine, 2005-06, est toutefois moins rose pour le latéral gauche, qui enchaîne les mauvaises blessures, tandis que le club est dans la crise économique. Parisi ne jouera que 11 matchs, sans marquer. Malgré un excellent début de saison, le club enchaîne les mauvais résultats jusqu'à se retrouver à une place de relégable en fin de saison. La descende administrative de la Juventus FC permet au club de se sauver. Il revient en forme pour la saison 2006-07, dans une équipe qui toutefois ne réussit à atteindre le niveau demandé. La saison est une catastrophe, et, malgré les 30 matchs et 2 buts de Parisi, le club termine dernier et est rétrogradé en Serie B.
Parisi reste fidèle au club et est toujours ce joueur indispensable à l'équipe et qui sait se montrer décisif. Il marque 3 buts en 33 matchs et le club finit à une anonyme 13e place. Mais c'est à une crise économique qu'est confronté le club qui ne va payer que la moitié des salaires des joueurs. Les 28 millions de dettes accumulées par le club l'amèneront à la faillite en fin de saison, laissant les joueurs libres de contrat alors que Parisi venait tout juste de renouveler le sien jusqu'en 2012.
En juillet 2008, il décide de signer un contrat de 3 ans à l'AS Bari, toujours en Serie B. Avec le club des Pouilles, il joue 27 matchs lors de sa première saison pour 3 buts marqués. Il se révèle être un joueur précieux. Le club remporte la Serie B et obtient la montée. Il est titulaire sur le flanc gauche durant la première partie de saison, mais une blessure aux ligaments croisés en janvier va le tenir éloigné des terrains pendant plusieurs mois. Il jouera au total 15 matchs de championnat durant la saison, tandis que le club promu terminera à une excellente 10e place. 

## Carrière
- 1995-1996 : US Palerme  Italie
- 1996-1997 : AS Trapani  Italie
- 1997-1998 : US Palerme  Italie
- 1998-2000 : Reggiana AC  Italie
- 2000-2003 : US Triestina  Italie
- 2003-2008 : FC Messine  Italie
- 2008-???? : AS Bari  Italie[1]

## Palmarès
- 1 championnat de Serie B (D2) : 2008-2009 avec l'AS Bari